# Kamerun (Schiff, 1938)
Die Kamerun war ein deutsches Frachtschiff, das im Zweiten Weltkrieg von der Kriegsmarine als Werkstattschiff genutzt wurde und danach von 1947 bis 1961 als Goya unter norwegischer Flagge fuhr. Von März 1949 bis Ende 1951 kam es als Auswandererschiff auf Fahrten nach Australien und Neuseeland zum Einsatz.

## FrachtschiffKamerun
Das Schiff lief am 17. Mai 1938 mit der Werftnummer 753 auf der Werft Bremer Vulkan in Vegesack vom Stapel und wurde am 28. Juni 1938 an die Woermann-Linie abgeliefert. Es war insgesamt 133,7 Meter (127,5 Meter Lpp) lang, 17,9 Meter breit und wurde bei Ablieferung mit 4971 BRT vermessen. Der Dieselmotor ermöglichte eine Geschwindigkeit von 15,0 Knoten. Die Besatzung bestand aus 45 Mann. Die Kamerun, die neben Stückgut auch 12 Passagiere befördern konnte, wurde zusammen mit dem Schwesterschiff Togo im Liniendienst von Hamburg nach Westafrika eingesetzt.

## Kriegsmarine-Werkstattschiff
Am 13. November 1939, bald nach dem Beginn des Zweiten Weltkriegs, wurde die Kamerun von der Kriegsmarine requiriert und zum Werkstattschiff umgebaut. Am 10. Oktober 1940 wurde sie als Werkstattschiff 2 in Dienst gestellt und der 1. U-Lehrdivision in Pillau zugeteilt. Im Juni 1941 wurde sie nach Norwegen verlegt, wo sie bis Kriegsende Dienst versah, vor allem Wartungs- und Reparaturarbeiten an U-Booten, aber auch an den vielen dort operierenden kleineren Einheiten der Kriegsmarine.
Nach der Kapitulation der Wehrmacht fuhr die Kamerun am 15. Mai 1945 im Konvoi mit vier weiteren Schiffen und 15 U-Booten von Narvik nach Trondheim, wo sie, gemeinsam mit anderen Einheiten, im Lofjord, einem östlichen Ausläufer des Åsenfjords bzw. des Trondheimfjords, von der britischen Royal Navy interniert wurde.

## AuswandererschiffGoya
Das Schiff wurde im November 1945 vom britischen Ministerium für Kriegstransport übernommen, dann aber 1946 als Kriegsentschädigung und Ersatz für die 1940 von der deutschen Wehrmacht beschlagnahmte und 1945 in der Ostsee bei der Evakuierung der deutschen Ostprovinzen torpedierte Goya an Norwegen und die Reederei A/S J. Ludwig Mowinckels Rederi in Bergen weitergegeben. Die neuen Eigner nutzen es ab 1947 als Frachtschiff unter dem Namen Goya. Die Reederei erhielt 1948/49 einen Vertrag mit der IRO, sogenannte Displaced Persons von Europa nach Australien zu befördern und ließ, da sie bisher keine Passagierbeförderungskapazität hatte, die Goya durch den Einbau von Kojen für rund 900 Menschen in die einstigen Lade- und Werkstatträume im Frühjahr 1949 in Kiel zum Auswandererschiff umbauen. Nach diesem Umbau wurde das Schiff mit 6996 BRT (3864 NRT) vermessen.

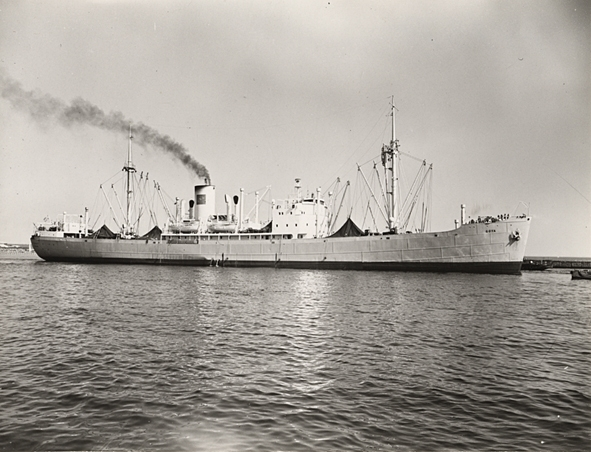
Die Goya im Jahr 1955

Im März 1949 fuhr die Goya mit 907 Auswanderern an Bord erstmals von Genua nach Australien, wo sie am 2. Mai in Adelaide ankam. Vier weitere Fahrten 1949 führten von Neapel nach Fremantle, nach Sydney und nach Melbourne. Auch die erste Fahrt im Jahre 1950 ging noch einmal von Neapel nach Melbourne. Danach fuhr die Goya dreimal von Bremerhaven nach Melbourne bzw. Newcastle. Die erste dieser Fahrten begann am 17. April 1950. Auf der Rückfahrt nahm das Schiff in Indonesien niederländische Flüchtlinge auf, die es nach Europa zurückbrachte. Im März 1951 fuhr die Goya mit Auswanderern von Piräus nach Wellington in Neuseeland. Es folgten zwei weitere Fahrten nach Neuseeland (die letzte davon mit nur noch 505 Passagieren) und schließlich eine letzte, im Dezember 1951, nach Melbourne, mit nur noch 446 Auswanderern an Bord. Die große Zeit der Auswandererschiffe war vorbei; die Goya wurde im März 1952 wieder zu einem Frachtschiff (5239 BRT, 2900 NRT, 6950 tdw) umgebaut und fuhr danach als solches.

## Frachtschiff
Die frühen 1960er Jahre brachten eine schnelle Folge von Besitzerwechseln. Im Dezember 1960 wurde das Schiff an die Gesellschaft A/S Rona (Tollak J. Skogland) in Haugesund verkauft und umbenannt in Reina. Schon im Juli 1962 wurde es erneut verkauft, diesmal an D/S A/S Svanholm (Erling & Trygve Matland) in Haugesund, die es in Svanholm umbenannten. Im Januar 1963 folgte der nächste Verkauf, an die Skips-A/S Hilde (Christen K. Gran A/S) in Bergen, die das Schiff Hilde nannten. Im Juli 1964 schließlich erwarb die Meldaf Shipping Company in Piräus (Griechenland) das Schiff und nannte es Melina (Lloyd’s Registernummer 541157).

## Ende
Die Melina wurde 1969 zum Abbruch nach Taiwan verkauft. Sie kam am 19. Juli 1969 in Kaohsiung an und wurde dort im November 1969 abgewrackt.